# 瀕死のクレオパトラ
『瀕死のクレオパトラ』（ひんしのクレオパトラ、伊: Cleopatra morente、英: The Dying Cleopatra）、または『クレオパトラの死』（クレオパトラのし、伊: Morte di Cleopatra、英: The Death of Cleopatra）は、イタリア・バロック期の巨匠グエルチーノがキャンバス上に油彩で描いた絵画である。画家グイド・レーニの1642年の死去後、ボローニャに移り、ボローニャ派の長の役割を担ったグエルチーノが晩年の1648年ごろに制作した。現在、ジェノヴァのストラーダ・ヌォーヴァ美術館群に属すパラッツォ・ロッソに所蔵されている。

## 作品
本作に描かれているのは、エジプトの女王クレオパトラが死を迎える場面である。彼女の愛人で、後に夫となるマルクス・アントニウス率いる古代ローマ軍とエジプト軍は、オクタウィアヌス率いる古代ローマ軍の軍勢に対し相次ぐ敗北を喫した。アントニウスが命を落とすと、すべてを失ったことを悟ったクレオパトラは自害した。古代ローマの著述家プルタルコスの『対比列伝（英雄伝）』によれば、彼女は最小限の苦痛で命を絶つために、有名なエジプトのコブラに自身の身体を噛ませた。
ボローニャに移ったグエルチーノはボローニャ派の影響を受け、古典主義的様式に向かった。すなわち、人物像の理想化を目指し、徐々に色彩を制限し、しばしばパステル調の色彩を用いるようになった。本作はそのよい例で、わずか2つの色調で表されている。シーツとクレオパトラの肌の白色と、クッション、「壁」のように設えられた、演劇に見られるようなカーテンの赤紫色である。加えて、今や瀕死の状態でベッドの上でだらりと横になっているクレオパトラの胸から滴り落ちるルビー色の血が見える。

## 歴史
グエルチーノは、本作と同定できる作品に対して1648年3月24日にジェノヴァの修道院長カルロ・エマヌエーレ・ドゥラッツォ (Carlo Emanuele Durazzo) から125ドゥカトーニ (156スクーディに相当) を受領したことが記録されている。当初、修道院長の2人の甥に所有されたが、約1世紀後にブリニョーレ (Brignole) 家に所蔵され、1756-1766年の間、同家の宮殿に記録されている。1889年まで同家の所有であったが、家族の最後の人物であったマリーア・ブリニョーレ・サーレ・デ・フェラーリによりジェノヴァ市に寄贈された。最初はパラッツォ・ビアンコに展示され、後に現在の所蔵地であるパラッツォ・ロッソに移された。なお、グエルチーノは、本作より質的に劣る同主題の別ヴァージョンを1650年ごろに制作した。同年3月8日に、そのヴァージョンの支払いとしてローマに居住していたジェノヴァの依頼者から110ドゥカトーニ (132スクーディ相当) を受け取っている。